# Kungliga galiciska akademin
Kungliga galiciska akademin (galiciska: Real Academia Galega, RAG) är en akademi i den nordspanska autonoma regionen Galicien som främjar galicisk kultur och det galiciska språket. Akademin bildades år 1906 och har sitt säte i A Coruña.